# Initao
Initao è una municipalità di terza classe delle Filippine, situata nella Provincia di Misamis Oriental, nella Regione del Mindanao Settentrionale.
Initao è formata da 16 baranggay:
- Aluna
- Andales
- Apas
- Calacapan
- Gimangpang
- Jampason
- Kamelon
- Kanitoan
- Oguis
- Pagahan
- Poblacion
- Pontacon
- San Pedro
- Sinalac
- Tawantawan
- Tubigan